# Indhira Serrano
Indhira Rosa Serrano Redondo (Barranquilla, Atlántico, 27 de enero de 1976) es una actriz y modelo colombiana que ha participado en telenovelas como La traición y El clon de Telemundo.

## Biografía
Indhira nació en Barranquilla, es la primera hija de Carmen Redondo y Rafael Serrano, tiene un hermano llamado José Rafael Serrano.
Creció en Malambo, Atlántico y realizó sus estudios de primaria y Bachillerato en la Escuela Normal de Fátima para Señoritas de Sabanagrande de donde se graduó con el título de bachiller normalista. 
Estudió Diseño Textil en la Universidad Autónoma del Caribe en Barranquilla persiguiendo su sueño de ese momento que era ser diseñadora de modas, sin embargo durante su época universitaria empezó a modelar por sugerencia de un compañero de universidad y a través de su agencia en Barranquilla fue convocada a participar en el concurso The Look of The Year Colombia en 1993, lo que la motivó a iniciar una carrera como modelo en Bogotá. 
En 1996 representando a Colombia, gana en Chile el concurso Miss Verano Viña Internacional y se convierte en la reina anfitriona del Festival de Viña del Mar en 1996. Al regresar a Colombia decide continuar su carrera como modelo en Venezuela y se traslada a Caracas donde desarrolla en los siguientes años una exitosa carrera como una de las modelos más destacadas del país, en 1997 es convocada a un casting para protagonizar la película Piel del director venezolano Oscar Lucien, esta experiencia le motiva estudiar e iniciar su carrera como actriz. 
En 2002 vuelve a Colombia donde retoma su carrera como modelo ganando el título de Mejor Modelo del Año 2003. Sin perder de vista su objetivo ese mismo año empieza una carrera actoral en Colombia con el personaje de María José en la novela La Costeña y el Cachaco. A lo largo de los años ha consolidado su carrera en telenovelas como Amor Sincero, Flor Salvaje, Celia, Azúcar y Tres Milagros.
En Cine ha participado en películas como Love in the Time of Cholera, Retratos en un mar de Mentiras, Paraiso Travel y Todos se van del director Sergio Cabrera. En Teatro participó en obras como María Barilla del director Pedro Salazar y Uva Pasa Bajo el Sol, de la que también es coproductora.

## Vida personal
Tiene una relación con el fotógrafo y artista venezolano, Noé Herrera y tiene dos hijos.

## Filmografía

### Televisión
- 2023 - El grito de las mariposas ... Dalmira[9]
- 2023 - Ventino: el precio de la gloria ... Patricia[10]
- 2023 - Los medallistas ... Gabriela Valencia[11]
- 2022 - Entre sombras
- 2022 - No fue mi culpa: Colombia ... Giselle[12]
- 2022 - Ritmo salvaje ... Martha[13]
- 2021 - MalaYerba ... Silvia Granados[14]
- 2021-2023 - Emma Reyes: La huella de la infancia ... Bolita[15][16]
- 2019 - Siempre bruja .... Dra. Luisa
- 2017 - Pambelé ... Ceferina Reyes
- 2017 - El Comandante ... Jacqueline Armas
- 2016 - Azúcar ... Sixta Lucumí
- 2015 - Celia ... Myrelys Bocanegra
- 2015 - Tiro de gracia ... Sargento Yamile Juliao
- 2013 - El día de la suerte ... Yulis Badillo
- 2012 - Casa de reinas ... Sargento Rocío Duncan
- 2011 - La traicionera .... Cristina Torres
- 2011 - 3 milagros ....Visitación
- 2011 - Flor salvaje ....Olguita
- 2011 - A corazón abierto ... Comisaria
- 2010 - El clon ....Dora Encarnación Padilla (madre del clon)
- 2010 - Amor sincero ....Patricia López
- 2009 - Victorinos ....Yesenia Cadavid
- 2009 - Niños ricos, pobres padres ...
- 2008 - La traición ....Úrsula
- 2007 - Decisiones
- 2006 - Explorarte .... Presentadora
- 2006 - La hija del mariachi ....Carmen Román
- 2005 - ¿De qué tamaño es tu amor? ... Andrea Rodríguez
- 2004 - Todos quieren con Marilyn ....Ónix
- 2003 - La costeña y el cachaco ....María José
- 2002 - Lejana como el viento .....Dra. Martínez
- 2001 - Archivos del más allá - "El pozo del cura"... Ana

## Cine
- 2022 - Góspel[17]
- 2015 - Todos se van
- 2011 - Postales colombianas
- 2010 - Retratos en un mar de mentiras
- 2008 - Paraíso Travel
- 2007 - El amor en los tiempos del cólera
- 1998 - Piel

## Premios y nominaciones

### Actuación
1. Nominada a mejor Actriz de reparto (Premios Macondo 2015)
2. Nominada a mejor Actriz de reparto (Premios Macondo 2012)
3. Nominada a mejor Actriz de reparto (Premios India Catalina 2011)
4. Nominada a mejor Actriz de reparto (Premios India Catalina 2010)
5. Nominada a mejor Villana de serie ( TV y Novelas Colombia 2010)

#### Premios India Catalina
| Año  | Categoría                        | Telenovela o serie | Resultado |
| ---- | -------------------------------- | ------------------ | --------- |
| 2012 | Mejor actriz de reparto de serie | Tres Milagros      | Nominada  |
| 2011 | Mejor actor o actriz de reparto  | Amor sincero       | Nominada  |

#### Premios TVyNovelas
| Año  | Categoría                        | Telenovela o serie | Resultado |
| ---- | -------------------------------- | ------------------ | --------- |
| 2011 | Mejor actriz antagónica de serie | Amor sincero       | Nominada  |

#### Premios Macondo
| Año  | Categoría               | Película             | Resultado |
| ---- | ----------------------- | -------------------- | --------- |
| 2015 | Mejor Actriz de reparto | Todos se van         | Nominada  |
| 2012 | Mejor Actriz de reparto | Postales colombianas | Nominada  |

### Modelaje
- Mejor Modelo de Colombia (Premios Cromos de la Moda), 2003
- Modelo del Año (Latin Fashion Awards), Miami, 2001 (Nominada)
- Modelo del Año (Venezuela Top Model), 2001. (Nominada)
- Miss Verano Viña Internacional, Chile 1996, (Concurso de belleza)
- "The Look Of The Year", Colombia,1993 (Finalista)

## Trabajo como modelo

### Campañas publicitarias
- Andartu       - 2000, Fotógrafo: Fran Beaufrand, Venezuela
- Baxter Spring - 2003, Fotógrafo: Nicolás Quevedo Colombia
- Coca Cola     - 2000, Productor: Leo Burnett, Venezuela C.A.
- Cónsul        - 2001, Productor: Ghersy Bates
- ÉXITO         - 2003-2005 Fotógrafo: Andrés Sierra. Campaña Publicitaria. Revista éxito.
- FEDCO         - 2002 Fotógrafo: Zizza Barroso. Campaña Publicitaria
- - 2003 Photographer: Sergio Bartlesman. Colombia
- Historia de Amor- 2003. Productor: Jack Saad Producciones. Fotógrafo: Salvatore Salomone Colombia
- INDIANI       - 1998 Fotógrafo: Fran Beaufrand, Venezuela.
- KUSHMA        - 2000 Fotógrafo: Fran Beaufrand, Venezuela.
- LEVI'S        - 2002 Productor Jack Saad Fotógrafo:: Mauricio Vélez. Colombia. Campaña Publicitaria
- SCUTARO       - 2001, 2002, Fotógrafo: Fran Beaufrand, Venezuela.
- Super Almacenes Ley- 2003, 2004, (Gira Nacional, Fashion Show)
- VIVERO        - 2004 Fotógrafo: Juan David Betancourt, Colombia.

### Comerciales de televisión
1. Banco Consolidado - 1996, Productor: Daniel Ferri Producciones, Venezuela.
2. Coca Cola -(Centroamérica) 2001.
3. Digitel, 2001. Productor: ProHouse C.A. Venezuela.
4. McDonalds 1998 Productor: D-Linea Films. Venezuela.
5. Nescafe (Trinidad & Tobago).
6. Busta 1999 (Caribe) Productor: Epa Films.
7. Pepsi 1999 Productor: BBDO Venezuela.
8. Verizon Wireless (USA) 2000
9. Margarina Nelly, 2001 Productor: Blanco y Negro Films. Venezuela.
10. Aguardiente Néctar 2003 Productor: RCN Comerciales. Colombia.

### Videos musicales
- Te Vas - Malanga, 2001, Venezuela.
- Ojos Negros - Ricardo Montaner, 2000, Productor: Good Idea Producciones.

### Portadas y revistas
- In Fashion, 2011, Fotógrafo: Salvatore Salamonne, Colombia
- Revista Jet Set, 2009, Fotógrafo: Hernan Puentes , Colombia
- In Fashion, 2004, Fotógrafo: Mauricio Vélez. Colombia
- Carrusel, 2004, Fotógrafo: Camilo George. Colombia
- Estilo 2004 , Fotógrafo: Sergio Bartelsman. Colombia
- Absolut Fucsia, 2003 Fotógrafo: Sergio Bartelsman, Venezuela
- Complot, 1998, Fotógrafo: Fran Beaufrand, Venezuela.
- Complot, 2000, Fotógrafo: Roberto Mata, Venezuela.
- Estilo 2002, 2004, Fotógrafo: Sergio Bartelsman.
- Soho, 2004, Fotógrafo: Carlos Gaviria.
- Fucsia, 2002, Fotógrafo: Sergio Bartelsman.
- Ocean Drive, 2000, Fotógrafo: Fran Beaufrand. Venezuela.
- Todo en Domingo, Colombia.
- TooMuch, 2000, Fotógrafo: Fran Beaufrand. Venezuela.
- Vanidades, 1996, Chile.

### Pasarela
Eventos de Moda
- Bogotá Fashion, Colombia - 2002, 2003.
- Círculo de la moda, Colombia - 2004.
- Colombia moda, Colombia - 2002, 2003, 2004.
- Fashion Art Colombia, Colombia - (Imagen del evento).
- Maracaibo Fashion Week, Venezuela - 2002
- Semana de la moda Mercedes Benz, Venezuela, 2001, 2002.